# Culinária da Sérvia
A Culinária da Sérvia tem, em particular, influência direta do Mediterrâneo e, em tempos contemporâneos, tem se tornado muito popular. A culinária Sérvia é uma mistura de diferentes tradições que podem ser vistas em várias guloseimas como Koljivo, Baklava, Strudla e Sachertorte.

## Costumes
A maioria das pessoas na Sérvia têm o hábito de comer três vezes ao dia: café da manhã, almoço e jantar. A influência mediterrânea ampliou a hora do almoço na culinária sérvia, bem como costumes tradicionais do que é servido no almoço e jantar; trocando-se por um lanche simples que é consumido no almoço. Estes costumes começaram a se modificar a partir do início do século XIX. É apreciado na Sérvia como nas outras cozinhas do Mediterrâneo o popular mezze .

## Ingredientes
As saladas de vegetais são muito apreciadas na cozinha sérvia, com destaque para:
- A salata Srpska que leva tomates, pimentas e cebolas.

- A salata šopska como o salata Srpska (também chamada de "salada Sérvia - српска салата ou Srpska salata ) e a que inclui queijo, conhecida como salata urnebes.

- O salata krompir (salada de batatas, o salata Ruska é uma espécie de salada de batata com frango picado e vários vegetais na maionese). Fazem-se molhos especiais como ajvar, utilizado em diferentes pratos.

Alguns vegetais são parte dos pratos de acompanhamento, tais como os famosos repolhos rienen sarmas (geralmente feitos com folhas de videira para enrolar), por vezes é fermentado como o chucrute e faz parte de guisados como podvarak. A abobrinha recheada (punjene tikvice) e a berinjela são pratos tradicionais sérvios. Na utilização de cereais há algumas preparações interessantes de pães, tais como o česnica que é um pão feito para a celebração do Natal. O pão faz parte da Sérvia e da cozinha eslava, sendo às vezes, um alimento simbólico. O pão e o sal são considerados saudação de boas-vindas eslava e também fazem parte dos ritos religiosos ortodoxos (dentro dos ritos religiosos é também o Koliva). Algumas das preparações correntes de pão são o somun (também conhecido como lepinja), o pão de soda (pogača), o kačamak que é um tipo de polenta, cicvara feita a partir de farinha de milho branco, o Popara, o Langus ou burek feito de um pão especial (massa folhada), que são geralmente recheados com queijo (o mais comum é feta), carne picada e legumes entre outros.

## Carne
As carnes são muito abundantes na cozinha sérvia, e há maneiras diferentes de mostrar nos pratos. É muito popular grelhada como churrasco, por vezes na forma de hambúrguer (pljeskavica) ou o popular cevapcici (uma espécie de almôndega ), ou kebabs (ražnjići), o vešalica, que são tiras de carne grelhada, mućkalica (tripas grelhadas na churrasqueira). Algumas preparações complicadas como Karadjordjeva šnicla (costeleta de vitela recheado com kajmak, uma espécie de produto lácteo), ou o famoso sarma (carne picada envolta em folhas de couve, mas também a videira, ou espinafre e comido com iogurte natural) de influência do Império Otomano, ou como o Wiener Schnitzel e o goulash de origem no Império Austro-Húngaro, misturada com pasta de pimento (pepper bell). Há também as vezes as carnes curadas ou defumadas ou como salsichas como o chorizo (kobasica).

## Peixe
O famoso riblja corba, é uma sopa de peixe exótica muito semelhante a bouillabaisse francês. Uma forma de preparação muito popular do peixe chamado riblji é servi-lo com pimentos. No Mediterrâneo há preparações de lula em um prato chamado lignje nd Zaru, muito semelhante a lula à romana.

## Bebidas
A Sérvia é uma região rica em água mineral, com várias marcas e variedades. Esta característica a torna uma grande produtora na Europa Oriental. No campo das bebidas alcoólicas, a slivovitz, uma bebida com base em ameixas, é considerada a bebida nacional da Sérvia. Existem inúmeros tipos de aguardentes, sob o nome genérico de rakia (espíritos de origem eslava - espíritos). A pelinkovac, uma bebida feita de Artemisia absinthium (é mais suave do que o absinto ), também é muito popular. 